# Bjarni Benediktsson (1970)
Pour les articles homonymes, voir Bjarni Benediktsson et Benediktsson.
Bjarni Benediktsson, né le 26 janvier 1970 à Reykjavik, est un homme d'État islandais, chef du Parti de l'indépendance de 2009 à 2025. Il est choisi comme Premier ministre de l'Islande à l'issue des négociations suivant les élections législatives de 2016 et exerce ses fonctions du 11 janvier au 30 novembre 2017. Il est de nouveau Premier ministre du 9 avril au 21 décembre 2024.

## Biographie
Bjarni Benediktsson est le petit-neveu de son homonyme, Bjarni Benediktsson, qui fut lui aussi chef du Parti de l'indépendance et Premier ministre d'Islande de 1963 à 1970. Son père est l'un des hommes d'affaires les plus riches du pays. Sa famille a longtemps dirigé la droite islandaise.
Il est chef du Parti de l'indépendance depuis 2009.

### Ministre des Finances

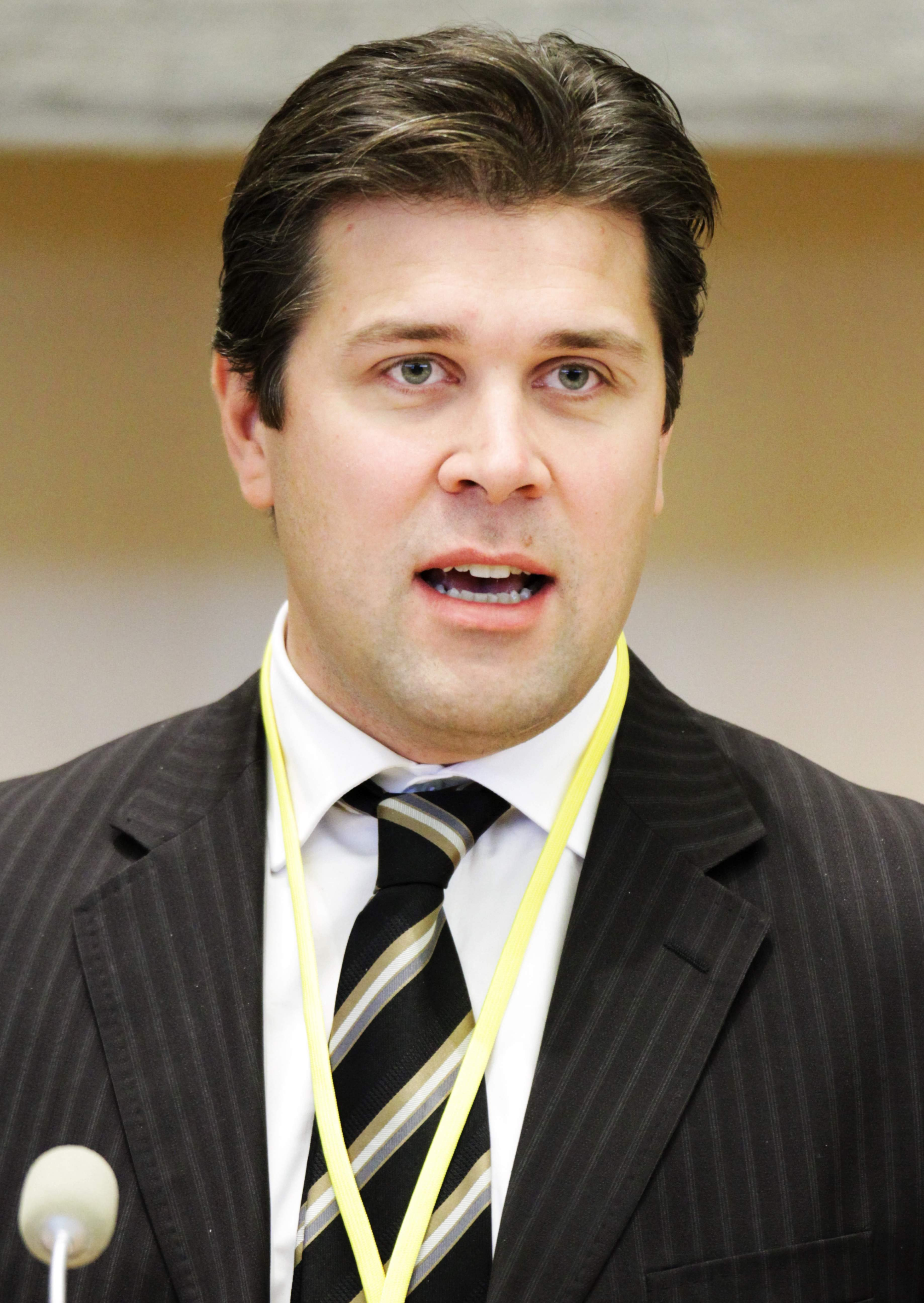
Bjarni Benediktsson en 2009

Il est ministre des Finances et des Affaires économiques du 23 mai 2013 au 11 janvier 2017 dans les gouvernements Gunnlaugsson et Jóhannsson.
Il est cité dans l'affaire des Panama Papers en avril 2016 mais parvient à se maintenir à la tête du Parti de l'indépendance en dépit du scandale.
En novembre 2016, à l'issue d'élections législatives au résultat serré, il est chargé par le président de la République de former le nouveau gouvernement. Il échoue dans un premier temps à s'entendre avec les partis Viðreisn et Avenir radieux, notamment sur l'Union européenne, la pêche et les réformes institutionnelles.

### Premier mandat de Premier ministre
Le 10 janvier 2017, une nouvelle coalition de centre-droit annonce s’être mise d’accord pour le porter au poste de Premier ministre. Il prend ses fonctions le lendemain.
Son gouvernement met fin au contrôle des capitaux, adopté après la grave crise financière islandaise de 2008, afin de renforcer l'attractivité de l'Islande auprès des investisseurs.
Le 30 novembre 2017, Katrín Jakobsdóttir, chef du Mouvement des verts et de gauche, lui succède.

### Ministre
Après avoir quitté ses fonctions de Premier ministre, il est de nouveau ministre des Finances dans les gouvernements Jakobsdóttir I et II. Le 14 octobre 2023, il devient ministre des Affaires étrangères et de la Coopération en remplacement de Þórdís Kolbrún R. Gylfadóttir, qui lui succède au ministère des Finances.

### Second mandat de Premier ministre
Après la démission de la Première ministre Katrín Jakobsdóttir, qui se présente à l'élection présidentielle, Bjarni Benediktsson retrouve le poste de Premier ministre le 9 avril 2024, à la tête d'une coalition identique à celle que dirigeait sa prédécesseure. Le 13 octobre suivant, il annonce la rupture de la coalition en raison de trop nombreuses divergences entre les partis qui la composent et ouvre la voie à des élections législatives anticipées. Il remet sa démission le 15 octobre et la présidente Halla Tómasdóttir approuve la dissolution du parlement. Kristrún Frostadóttir lui succède le 21 décembre 2024.